# 中外ボクシング&スポーツジム
中外ボクシング&スポーツジム（ちゅうがいボクシング&スポーツジム）は、香川県坂出市に所在したプロボクシングジムである。

## 歴史
四国にあるボクシングジムとして大手で、西日本ボクシング協会における老舗ジムのひとつでもあった。
「讃岐中外チャリティボクシング」と題した慈善興行も主催している。
2006年9月9日から3か月、山本会長が判定不服により暴言および暴れるなどしたことによりライセンス停止処分を受けた。
2008年9月1日より10月31日まで休会した。その間、所属選手は西日本協会預かりとして活動した。
2009年1月28日、山本会長が西日本協会の金沢英雄会長（当時）に対し、会長の権限を委任するよう強いたとして、大阪府警に逮捕された（詳細）。その後同年2月17日に処分保留で釈放、同年3月16日に起訴猶予処分を受けた。また中外ジムは西日本ボクシング協会から同年1月31日より無期限の活動停止処分を受けたが、5月23日付で期間を3か月間とされて解除となった。

## 主な所属選手

### 世界王者
- 池山直

### 東洋太平洋王者
- 竹地盛治

### 日本王者
- 南久雄